# 21801 Ančerl
21801 Ančerl là một tiểu hành tinh vành đai chính, được phát hiện ngày 2 tháng 10 năm 1999 bởi L. Sarounová ở Ondrejov Observatory. Nó được đặt theo tên Karel Ančerl, who was a respected và successful Czech conductor thuộc Czech Philharmonic Orchestra.